# قاعدة النعمانية الجوية
مطار النعمانية ( ICAO ، ORAN ) يُعتبر مطار سابق ومركز تدريب عسكري يقع في النعمانية ، محافظة واسط ، العراق .

## تاريخ
خلال الحرب العراقية الإيرانية في ثمانينيات القرن الماضي، استُخدمت قاعدة النعمانية الجوية لمهاجمة إيران والقرى الموالية لها في جنوب العراق. وفي تسعينيات القرن الماضي، زُعم أن القوات المتمركزة والمروحيات المتمركزة في القاعدة الجوية شاركت في حرب بيئية مع عرب الأهوار من خلال تجفيف الأراضي الرطبة. في أوائل عام 2003، كانت قاعدة النعمانية الجوية مقرًا لقوة المشاة البحرية الأولى خلال حرب العراق. ومن المرجح أن قاعدة النعمانية الجوية تم ايقافها عن العمل بعد حرب العراق عام 2003. 

### مشروع النعمانية
في عام 2004، خصصت سلطة التحالف المؤقتة 289 مليون دولار أمريكي لتجديد القاعدة العسكرية كجزء من المرحلة الأولى. وفي يناير 2004، أُعلن عن قرب بدء العمل بميزانية مُخفّضة بلغت 65.4 مليون دولار أمريكي. وتضمن هذا المشروع المهم عدة أعمال تجديد للمباني والبنية التحتية القائمة، وذلك لضرورتها للدفاع عن البلاد. وفي 1 سبتمبر 2004، تم رفع العلم العراقي فوق قاعدة التدريب للبيان بافتتاحها. وستُستخدم قاعدة النعمانية كقاعدة تدريب لثلاث كتائب من قوة التدخل العراقية ، ومقرًا للواء الثاني للجيش العراقي.
في التاسع من يونيو 2005، أرسل الجناح الجوي الثاني لمشاة البحرية فريق انتقال عسكري للمساعدة في دعم تدريب الكتيبة الأولى، وكذلك المساعدة في مواجهة اللواء الثاني من الفرقة السابعة للجيش العراقي. 

### السقوط والإغلاق
في يونيو/حزيران 2006، خلّف انسحاب القوات الأمريكية وراءه معداتٍ تُقدّر قيمتها بنحو مليون دولار. وبعد شهرين فقط من انسحاب القوات الأمريكية ، واجهت القوات العراقية تحديات كثيرة منها نقصٍ في الغذاء والإمدادات. دفع هذا الضباط إلى بيع مولدات الكهرباء في جميع الأماكن باستثناء مساكنهم. وزُعم أن المساكن كانت في حالةٍ سيئةٍ للغاية، لدرجة أن الكثيرين فضّلوا النوم في الخارج، وهو أحد العوامل العديدة التي أدت إلى إغلاق قاعدة النعمانية التدريبية بفترة قليلة . 

## تَخطِيط
تتكون قاعدة التدريب في النعمانية من عدة مرافق لمعالجة المياه، وقاعات طعام كبيرة تتسع كل منها لـ3000 جندي، وأماكن معيشة.
ويحتل مطار النعمانية موقعًا مساحته 17 كيلومترًا مربعًا، ويخدمه مدرج واحد ممهد (12/30) بطول 9700 قدم.